# Ricardo Almeida
Ricardo Luiz Pereira de Almeida (São Paulo, 1955) é um estilista brasileiro, considerado a maior referência brasileira em roupas sociais masculinas.. Casado com Kaisla Almeida, e filho de Beatriz e Oswaldo Almeida, proprietário da loja Almeida Irmãos, também conhecida como Casa Almeida, tradicional no ramo de cama e mesa, estabelecida na Rua Augusta e no Shopping Iguatemi, sendo seu avô comerciante de sucesso, dono da Casa Paiva, no mesmo ramo de enxovais, e também da loja de eletrodomésticos Electrolandia, estabelecidas ambas na Avenida Liberdade e posteriormente na Rua São Bento e na Rua Augusta.

## Carreira
No início da década de 1990, abriu a primeira loja Ricardo Almeida com e se notabilizou através do vestuário masculino de luxo. Em 1996, participou da primeira edição do Morumbi Fashion. 
As lojas Ricardo Almeida ficam em São Paulo. Além disso, as roupas são vendidas e diversas multimarcas brasileiras e expostas regularmente na São Paulo Fashion Week.